# Igreja Católica no Kosovo
A Igreja Católica no Kosovo (também grafado Kossovo, Cosovo ou Cossovo) é parte da Igreja Católica universal, em comunhão com a liderança espiritual do Papa, em Roma, e da Santa Sé. Vale lembrar que o país declarou sua independência  da Sérvia em 2008, de forma unilateral, e atualmente 111 países o reconhecem, dos 193 estados-membros da ONU. Entre o países de língua portuguesa, apenas Portugal e Timor-Leste o reconheceram.

## História

### Conflito no Kosovo (1998–1999)
Durante a Guerra do Kosovo, ocorreram vandalismos de templos católicos albaneses. A igreja histórica de Santo Antônio de Pádua, localizada em Gjakovë sofreu danos que foram cometidos por soldados iugoslavos sérvio. Em Pristina, oficiais sérvios iugoslavos expulsaram freiras e um padre da igreja católica de Santo Antônio e instalaram um radar de aeronaves na torre, que resultou no bombardeio da OTAN à igreja e às casas vizinhas.
Uma das mais velhas igrejas católicas do Kosovo é a de Vinarc, Mitrovica.

## Estrutura

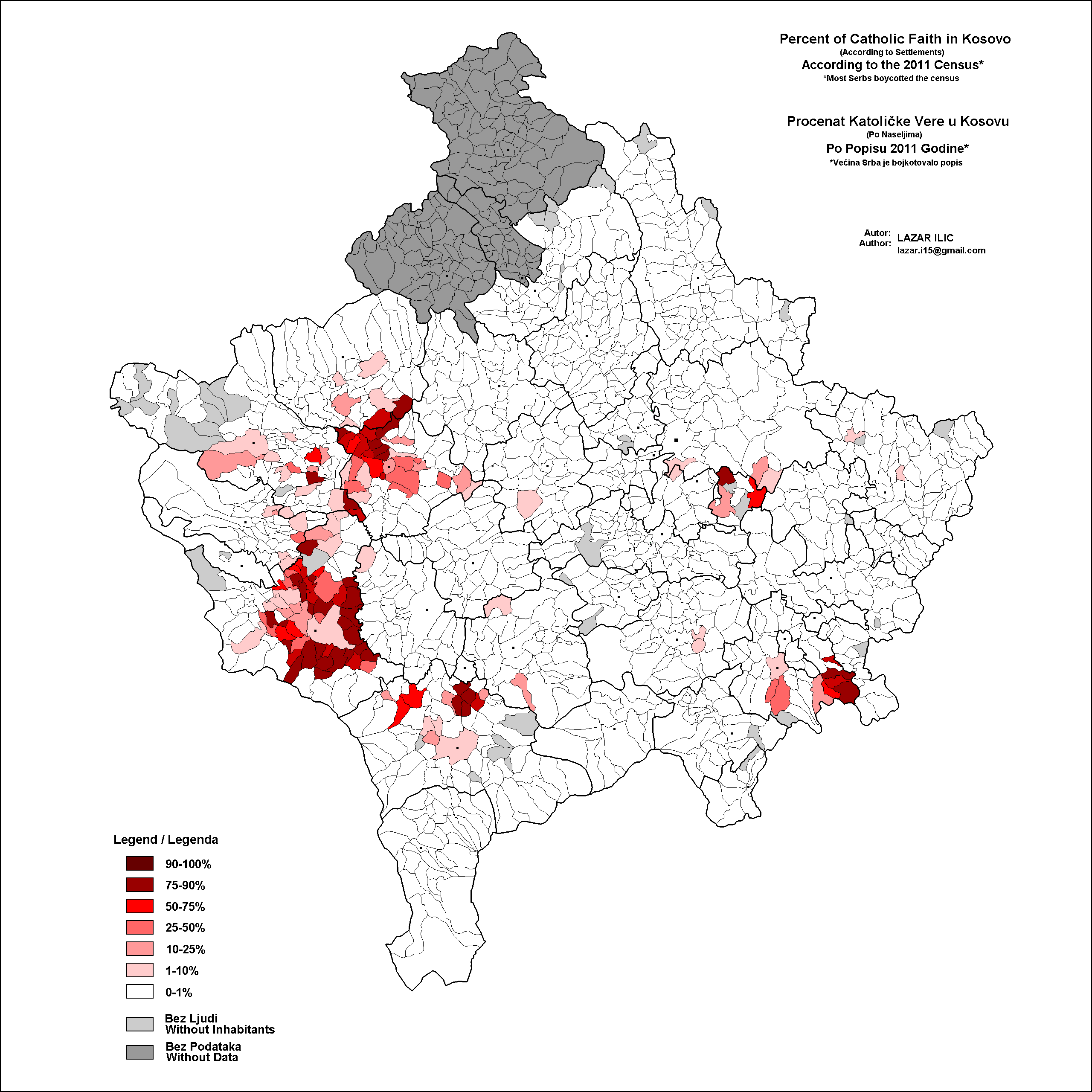
Presença de católicos por município do Kosovo, segundo o censo 2011.

A Diocese de Prizren-Pristina (até 5 de setembro de 2018 como uma Administração Apostólica de Prizren) é a circunscrição eclesiástica da Igreja Católica que cobre todo o território do país. Está sediada na cidade de Prizren. Dom Dodë Gjergji serve como bispo diocesano desde 2018. O arcebispo Luigi Bianco é o Núncio Apostólico da Eslovênia e também declarado para o Kosovo. O país faz parte, junto das Igrejas da Macedônia, de Montenegro e da Sérvia da Conferência Episcopal Internacional dos Santos Cirilo e Metódio. 
A Igreja Católica tem uma população no Kosovo de aproximadamente 65.000 pessoas em uma região de aproximadamente 2 milhões de habitantes. Outros 60.000 católicos kosovares vivem fora da região, principalmente devido ao trabalho. Eles são principalmente albaneses étnicos, além de alguns croatas.

## Igrejas

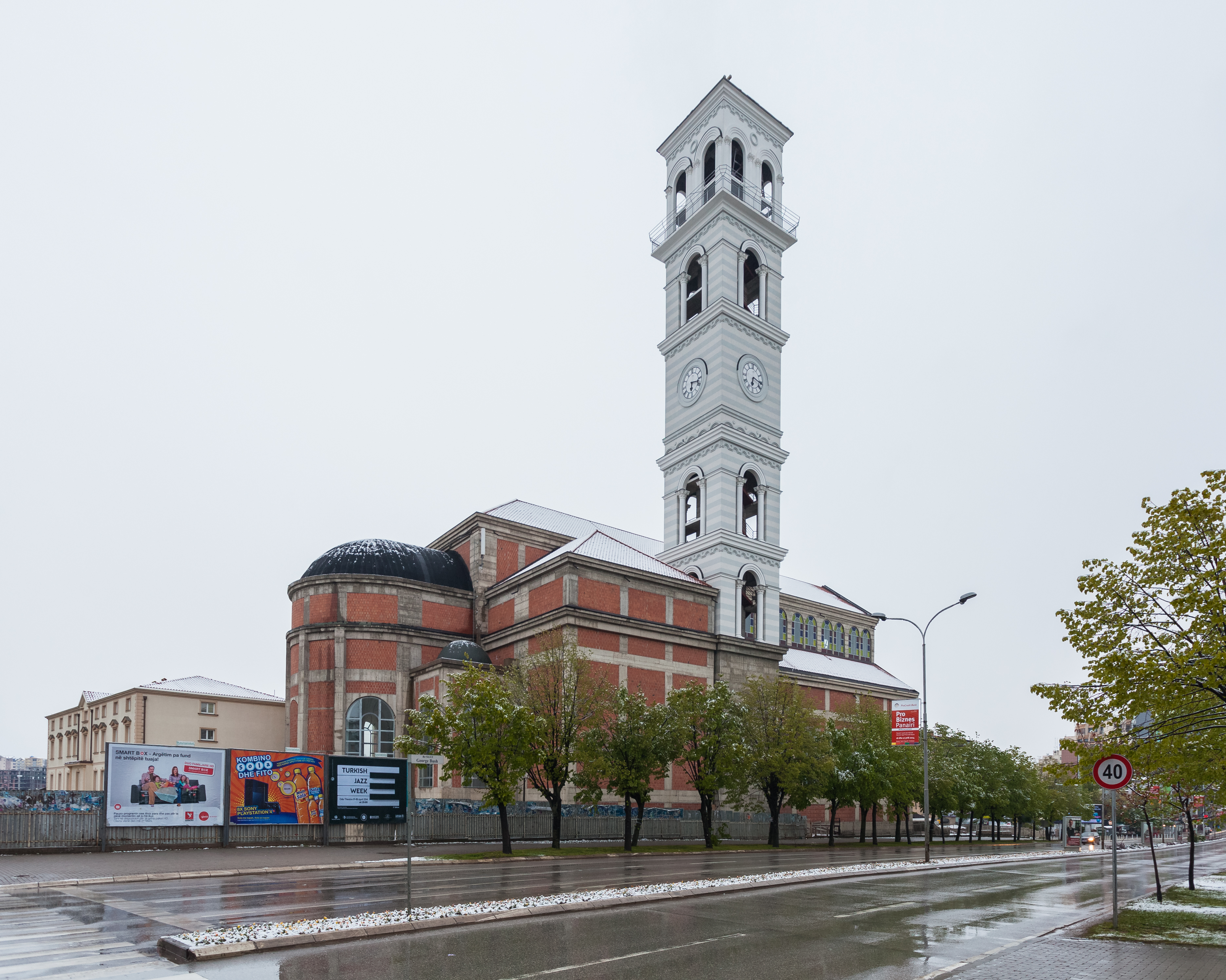
Catedral de Santa Madre Teresa
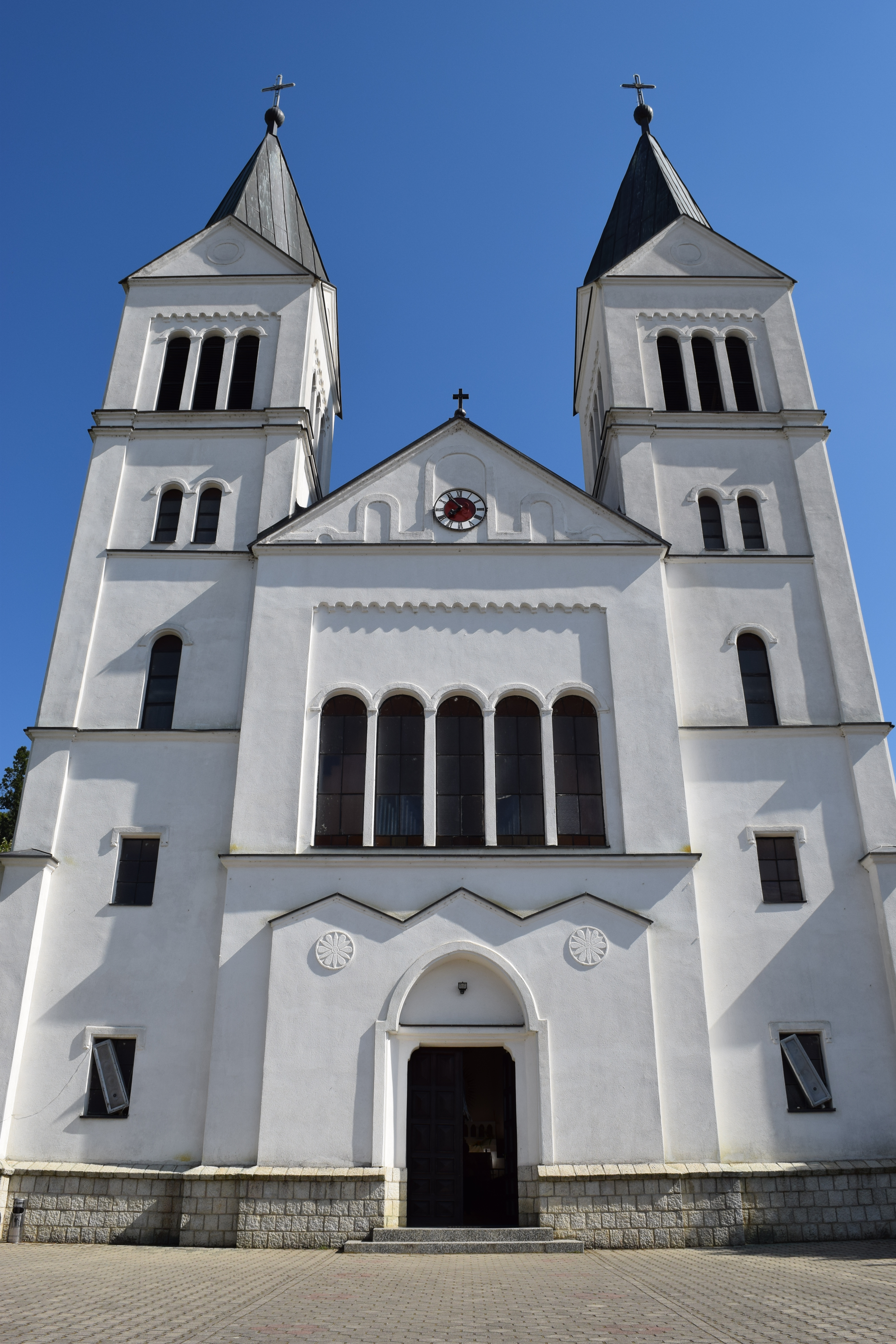
Igreja de Letnica
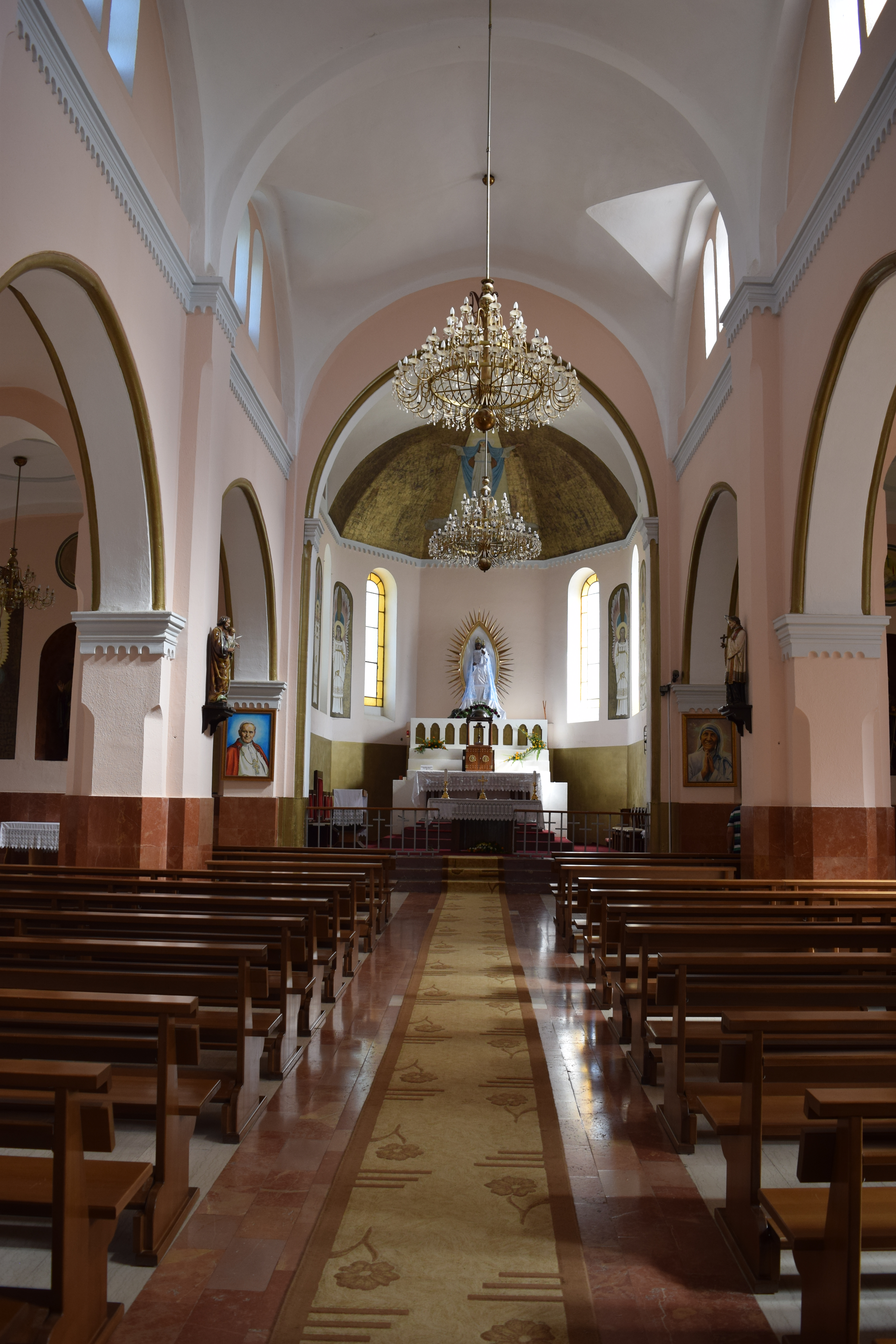
Interior
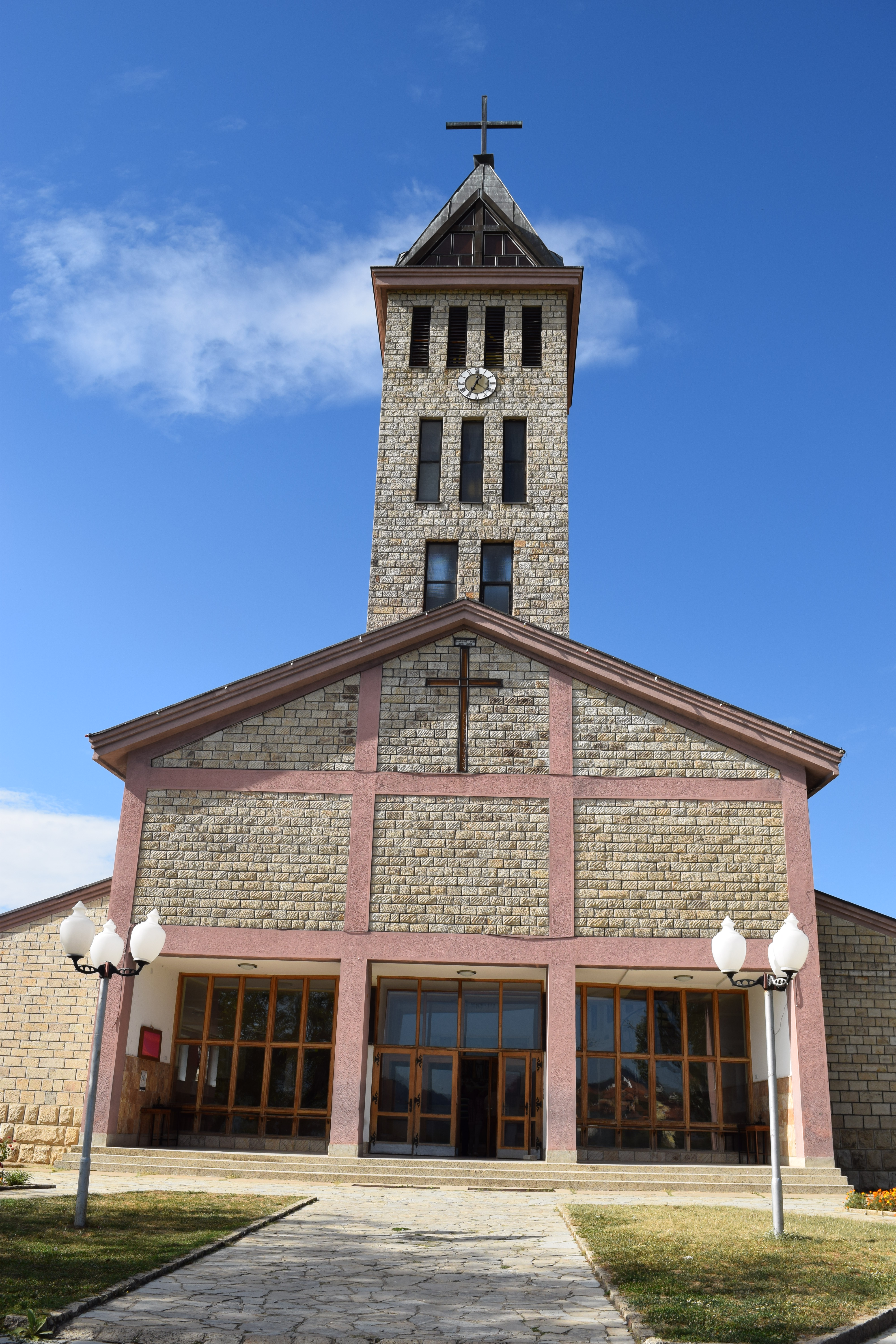
Igreja de Stublla
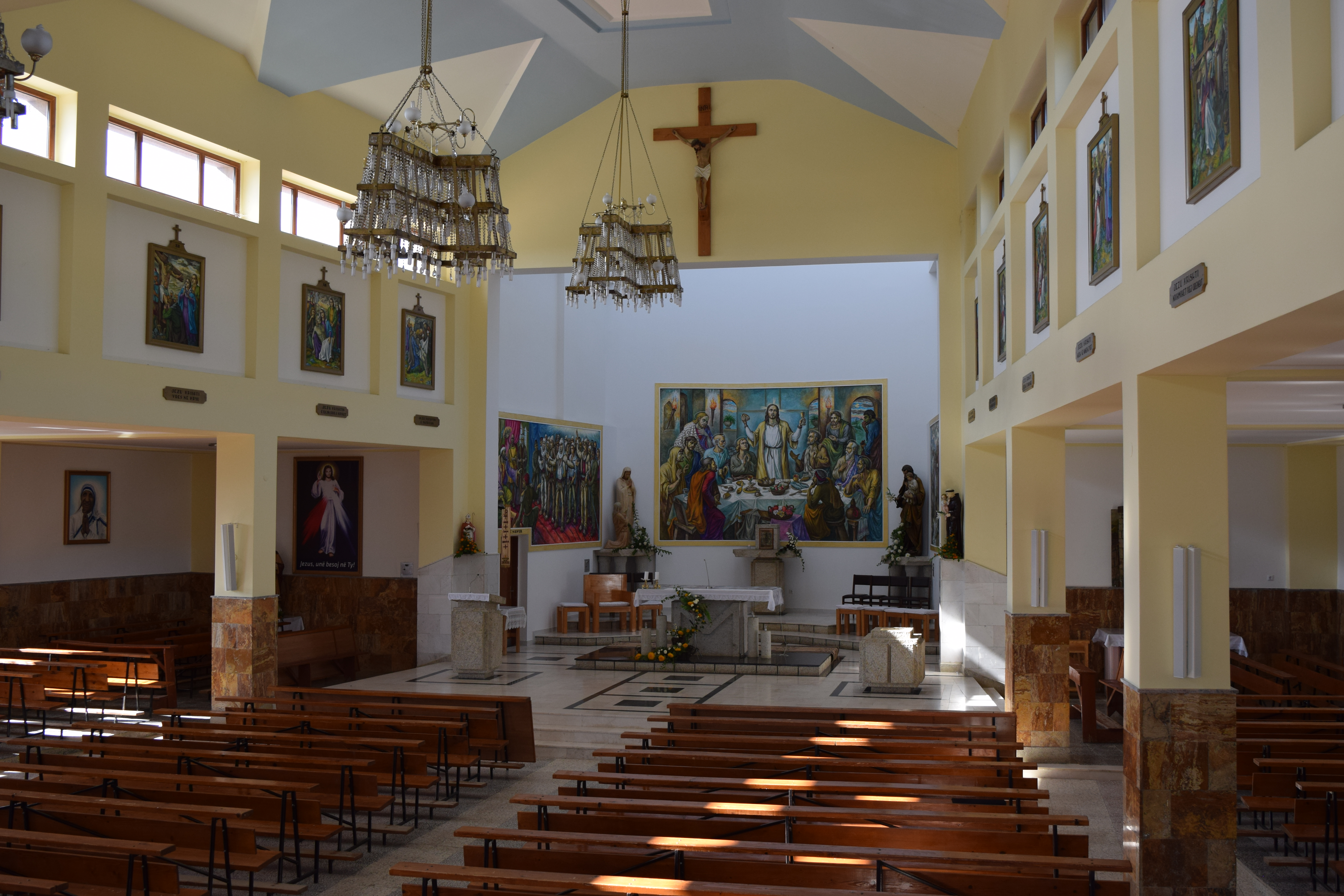
Interior
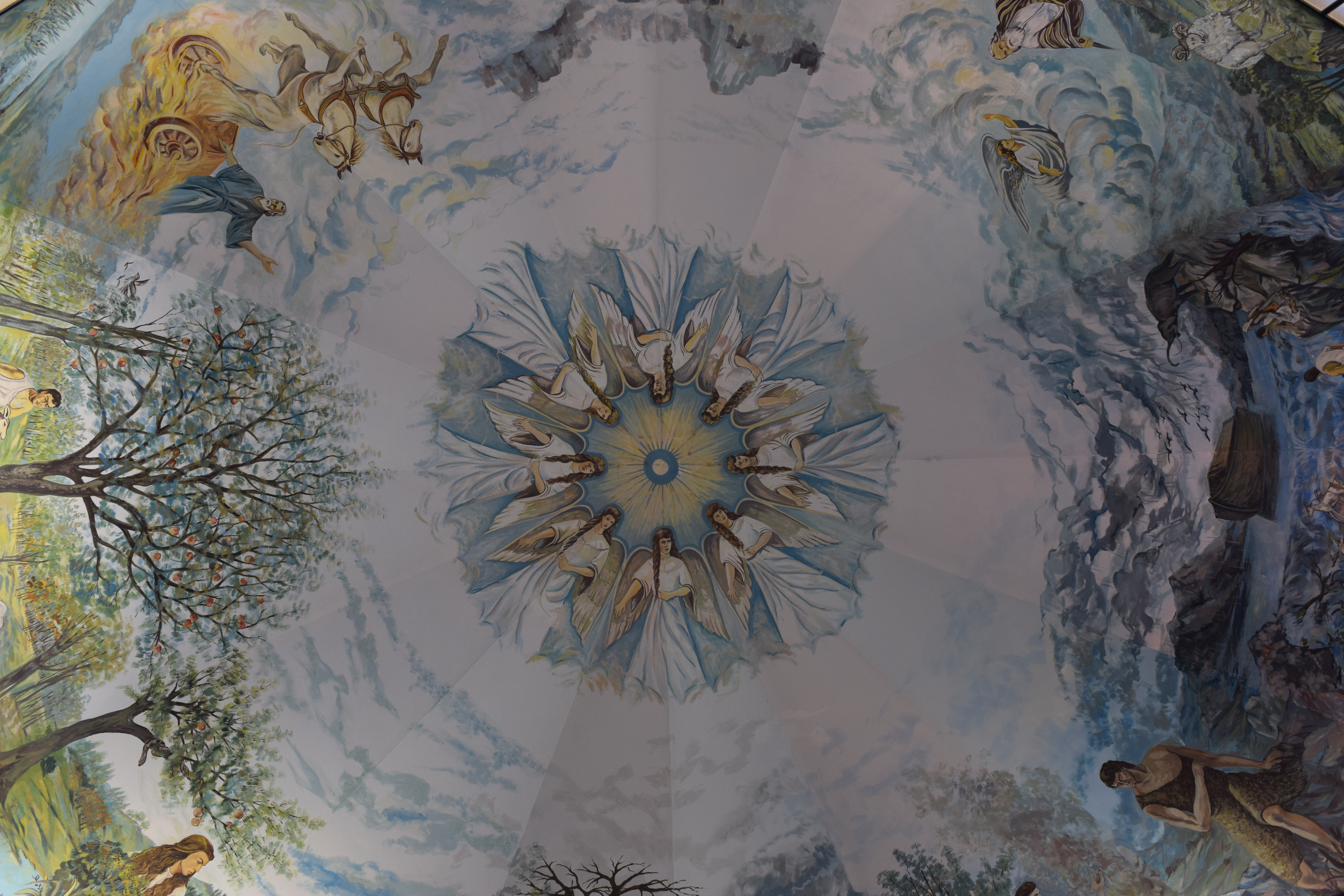
Tetl da igreja de Morava e Binçës.